# Bjørn Paulson
Bjørn Andreas Paulson (ur. 21 czerwca 1923 w Bergen, zm. 14 stycznia 2008 w Skien) – norweski lekkoatleta specjalizujący się w skoku wzwyż, uczestnik letnich igrzysk olimpijskich w Londynie (1948), srebrny medalista olimpijski w skoku wzwyż.

## Sukcesy sportowe
- mistrz Norwegii w skoku wzwyż – 1948[1]

| Rok  | Miasto | Zawody               | Konkurencja | Wynik         |
| ---- | ------ | -------------------- | ----------- | ------------- |
| 1948 | Londyn | Igrzyska olimpijskie | skok wzwyż  | srebrny medal |

## Rekordy życiowe
- skok wzwyż – 1,96 (1948)